# Panayiótis Mántis
Pour les articles homonymes, voir Mantis.
Panayiótis Mántis (grec moderne : Παναγιώτης Μάντης) est un skipper grec né le 30 septembre 1981. Il a remporté avec Pávlos Kayialís la médaille de bronze du 470 masculin aux Jeux olympiques d'été de 2016 à Rio de Janeiro.